# Cycnoderus maestulus
Cycnoderus maestulus là một loài bọ cánh cứng trong họ Cerambycidae.